# Levon Helm
Pour les articles homonymes, voir Helm (homonymie).
Levon Helm, né le 26 mai 1940 à Elaine, Arkansas, et mort le 19 avril 2012 à New York, est un musicien et acteur américain, célèbre en tant que batteur du groupe The Band.

## Parcours
Il est né le 26 mai 1940 dans la ville d'Elaine, en Arkansas, aux  États-Unis. Il apprend la guitare et l'harmonia à l'âge de 9 ans, écoute la radio en famille, assiste à des concerts, puis se passionne pour la batterie. C'est comme batteur qu'il accompagne, en 1958, le chanteur Ronnie Hawkins et son groupe The Hawks, au Canada. L'effectif du groupe évolue et quatre piliers émergent, outre Hawkins et Helm :  le guitariste Robbie Robertson, le bassiste Rick Danko, le claviériste Garth Hudson, et le pianiste Richard Manuel, chacun étant capables de jouer à l'occasion d'autres instruments et de chanter.
Fin 1963, c'est la séparation avec Ronnie Hawkins, puis la rencontre décisive avec Bob Dylan pour sa tournée «électrique» fin août 1965. The Hawks devient The Band. C'est le virage musical de Bob Dylan, du folk au rock. Levon Helm, fatigué du rythme de la tournée et de l'accueil houleux par le public de la partie électrique des concerts, quitte The Hawks et Dylan en octobre 1965. Il n'accompagne pas la tournée européenne du 4 février au 27 mai 1966.

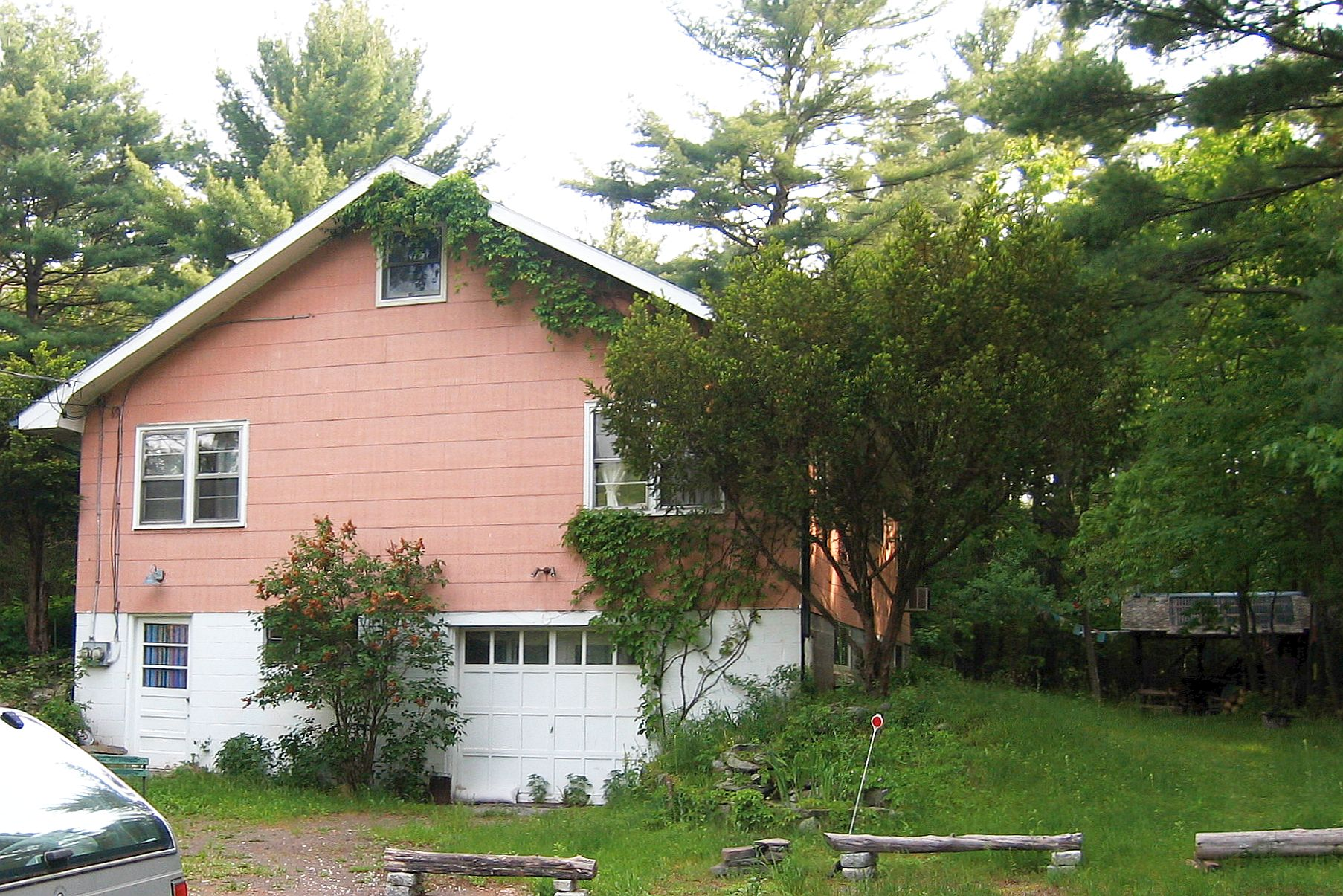
The Big Pink

The Band s'installe à West Saugerties, à l'écart de la ville de Woodstock dans une bâtisse rose (The Big Pink). Cette maison constitue à la fois un lieu de vie communautaire et un lieu de créations. Dylan, convalescent après son accident de moto, joue avec eux tous les après-midi durant l'été 1967. De la matière sonore issue de ces moments exceptionnels, The Band accouche de son premier album, Music from the Big Pink.

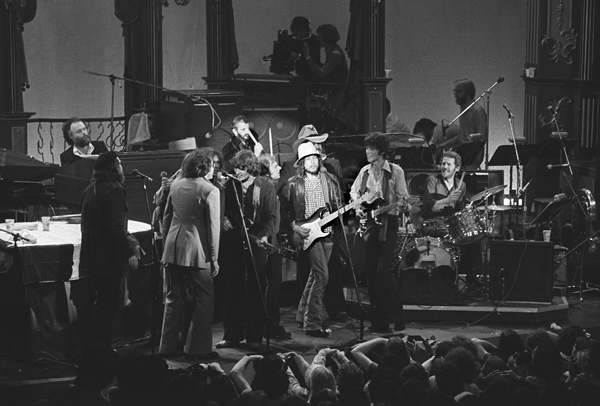
Concert du 25 novembre 1976

En septembre 1969 sort un deuxième album appelé simplement The Band, puis en août 1970 Stage Fright, qui voit Robertson prendre le leadership, et Cahoots en septembre 1971. Helm et Robertson ne s'entendent plus, et Richard Manuel sombre dans l'alcool et la drogue. The Band arrive pourtant à un summum avec les concerts à l'Academy of Music de New York du 28 décembre au 31 décembre 1971. Dylan les rejoint à cette occasion lors du dernier concert. Et Dylan reprend la route avec The Band pour une tournée du 3 janvier au 14 février 1974. Le groupe se saborde le 25 novembre 1976 lors d'un concert d'adieu au Winterland Ballroom, à San Francisco, filmé par Martin Scorsese et ses équipes pour le film La Dernière Valse (The Last Waltz), avec des invités prestigieux, Dylan, toujours, Neil Young, Ringo Starr, Neil Diamond, Joni Mitchell, Van Morrison, Ronnie Hawkins, etc..
Le parcours de Levon Helm continue avec l'enregistrement d'albums solo et plusieurs participations au cinéma. En 1981, Levon Helm se marie avec Sandra Dodd. En 1983, The Band se reforme, sans Robertson, mais avec des retrouvailles entre Helm et Danko. La carrière du groupe ainsi reformé sera discrète. En 1998, Levon Helm apprend qu'il a un cancer de la gorge. Il crée à Woodstock, où il habite alors, un endroit pour les musiciens, le Levon Helm Studios, doté de studios d'enregistrements, et d'une salle de concerts. Levon Helm encourage et conseille de nombreux musiciens, dans un esprit familial. En 1999 la mort de Danko entraîne la fin définitive de The Band.
Levon Helm meurt d'un cancer le 19 avril 2012, à l'âge de 71 ans, à New York.

## Autobiographie
- This Wheels's On Fire : Levon Helm and the Story of the Band, co-écrit avec Stephen Davis, Chicago Review Press, 1993.

## Discographie solo

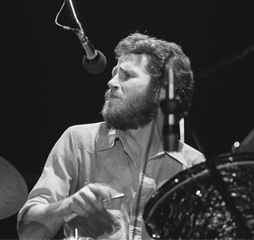
Levon Helm en 1976.

- 1977 : Levon Helm and the RCO All-Stars
- 1978 : Levon Helm
- 1980 : American Son
- 1982 : Levon Helm
- 1997 : Souvenir Vol. 1 (Levon Helm & The Crowmatrix)
- 2005 : The Midnight Ramble Sessions Vol. 1 (The Levon Helm Band)
- 2005 : The Midnight Ramble Sessions Vol. 2 (The Levon Helm Band)
- 2006 : Live at the Palladium NYC, New Year's Eve 1977 (Levon Helm and the RCO All-Stars)
- 2007 : Dirt Farmer
- 2008 : Levon Helm Band MerleFest Ramble (The Levon Helm Band)
- 2009 : Electric Dirt
- 2011 : Ramble at the Ryman

## Filmographie
- 1980 : Nashville Lady (Coal Miner's Daughter) de Michael Apted
- 1982 : Best Revenge
- 1983 : L'Étoffe des héros (The Right Stuff) de Philip Kaufman
- 1984 : Les Poupées de l'espoir (The dollmaker) de Daniel Petrie (téléfilm)
- 1985 : Smooth Talk
- 1986 : Man Outside
- 1987 : End of the Line de Jay Russell
- 1989 : Staying Together de Lee Grant
- 1996 : Feeling Minnesota de Steven Baigelman
- 1997 : Menace toxique (Fire Down Below) de Félix Enríquez Alcalá
- 1998 : The Adventures of Sebastian Cole (en)
- 2005 : Trois enterrements (Los Tres entierros de Melquiades Estrada) de Tommy Lee Jones
- 2007 : Shooter, tireur d'élite (Shooter) d'Antoine Fuqua
- 2008 : Only Halfway Home
- 2009 : Dans la brume électrique (In the Electric Mist) de Bertrand Tavernier